# 河原田站
河原田站（日语：／ Kawarada eki */?）是位於日本三重縣四日市市河原田町，屬於東海旅客鐵道（JR東海）關西本線的鐵路車站，車站編號為CJ13。

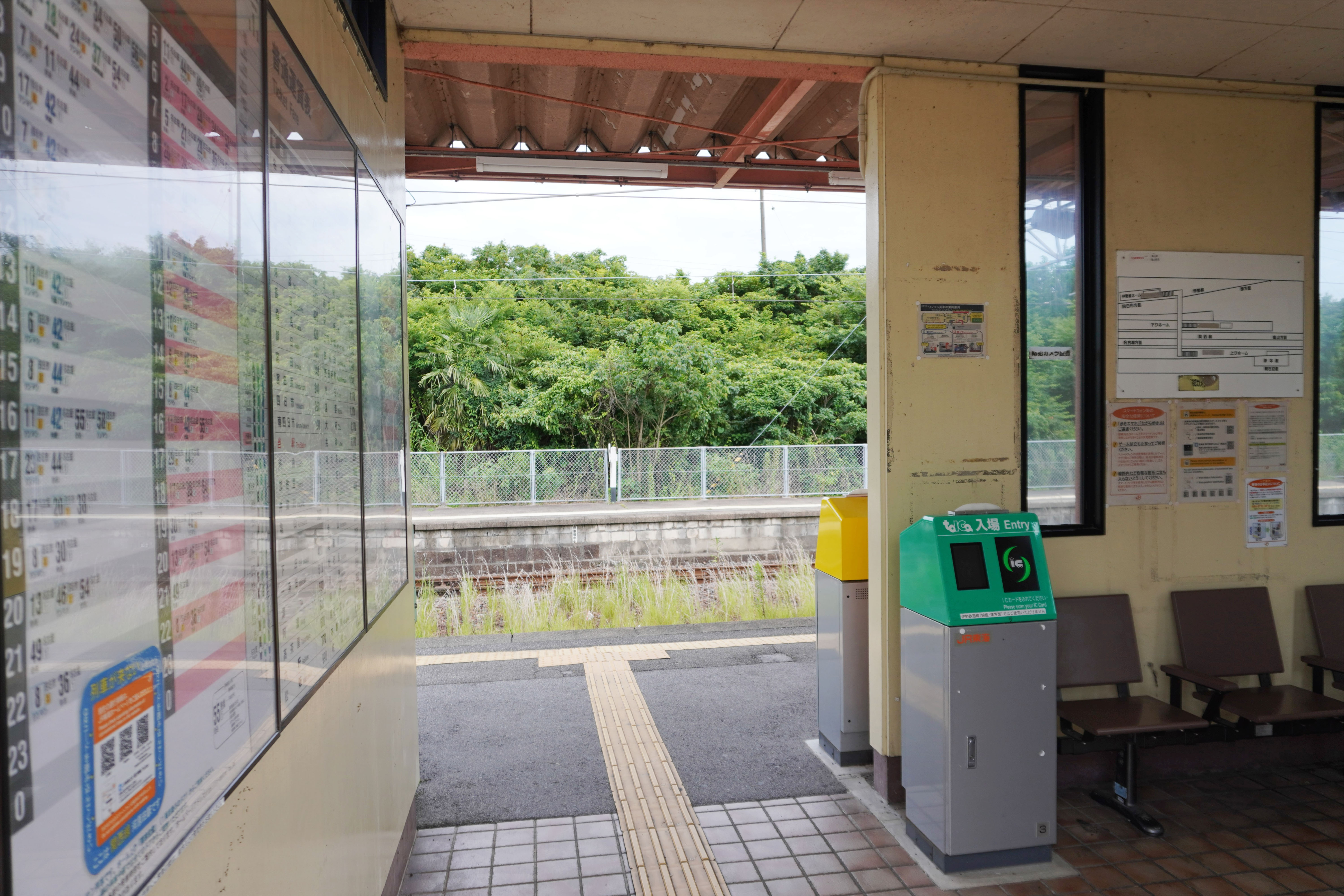
驗票口(2023年7月)

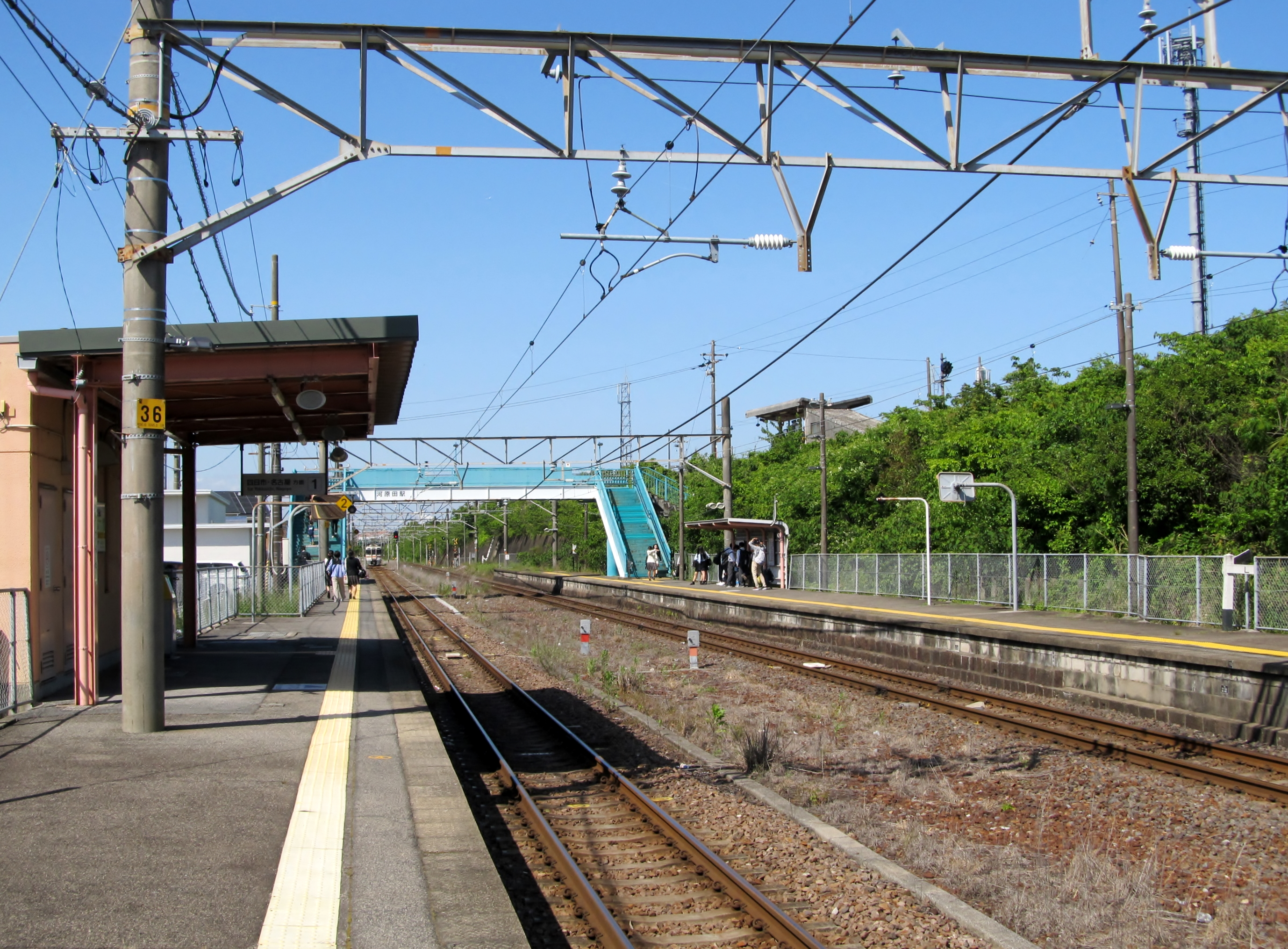
月台(2024年5月)

## 車站結構

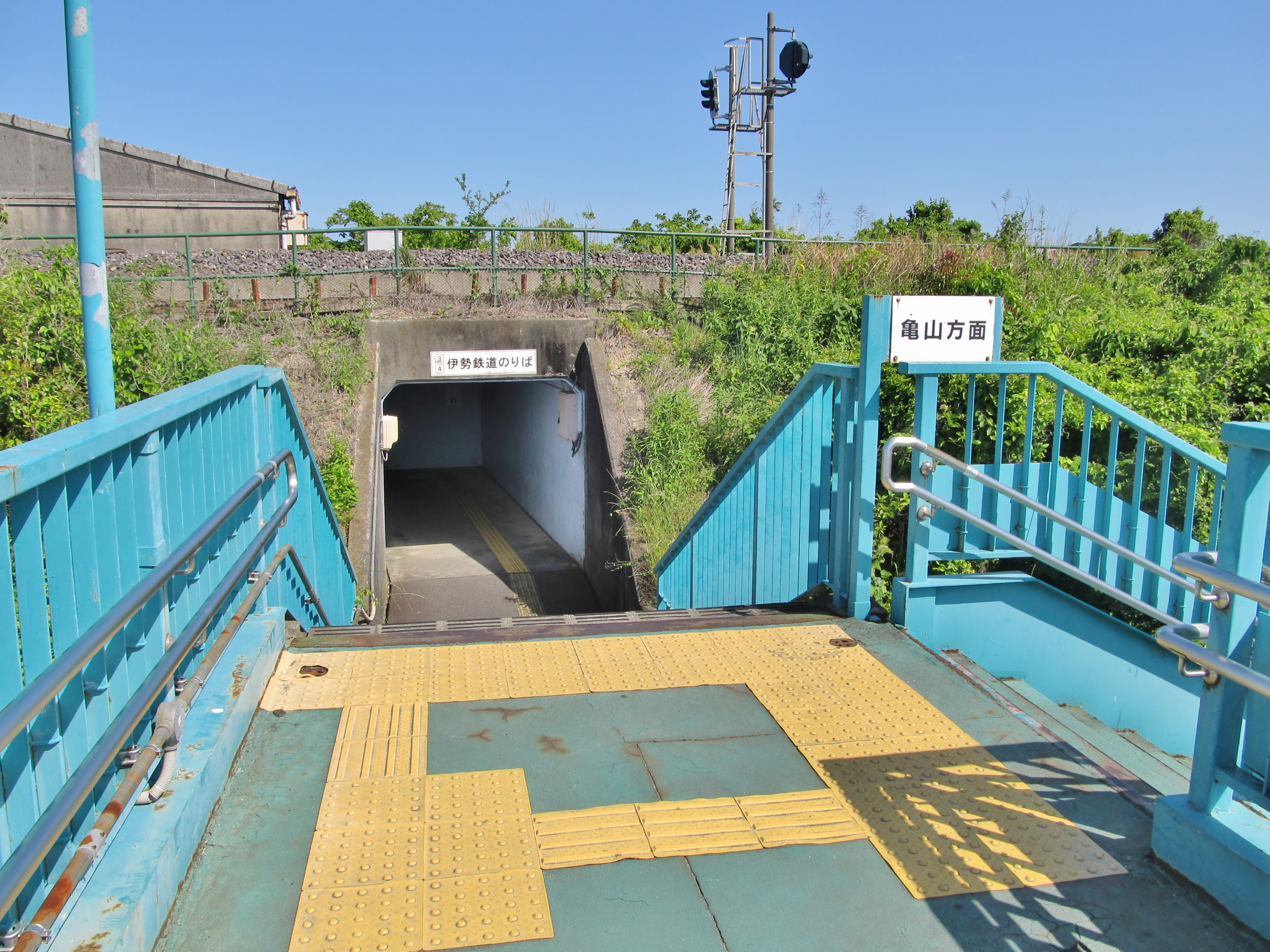
天橋(2024年5月)

站內設有地面的對向式月台2面2線與土堤的島式月台1面2線。月台間以跨線天橋連繫。

### 月台配置
| 月台 | 路線            | 方向 | 目的地             | 備註                 |
| ---- | --------------- | ---- | ------------------ | -------------------- |
| 1    | 關西本線        | 上行 | 四日市、名古屋方向 |                      |
| 2    | 關西本線        | 下行 | 龜山、津方向       |                      |
| 3    | 關西本線        | 上行 | 四日市方向         | 直通至伊勢鐵道伊勢線 |
| 4    | ■伊勢鐵道伊勢線 | 下行 | 津方向             |                      |

### 配線圖
|                              | ↑ 鈴鹿、津、 鳥羽、紀伊勝浦 方向 |             |
| ← 四日市、桑名 、名古屋 方向 | 河原田站 構內配線略圖            | → 龜山 方向 |
| 图例 参考文献：              |                                  |             |

## 使用情況
根據「三重縣統計書」，每日平均上下車人次如下表。
| 年度               | JR東海 | 伊勢鐵道 |
| ------------------ | ------ | -------- |
| 1997年（平成09年） | 1,807  | 1,515    |
| 1998年（平成10年） | 1,781  | 1,502    |
| 1999年（平成11年） | 1,815  | 1,509    |
| 2000年（平成12年） | 1,846  | 1,467    |
| 2001年（平成13年） | 1,773  | 1,456    |
| 2002年（平成14年） | 1,731  | 1,444    |
| 2003年（平成15年） | 1,702  | 1,412    |
| 2004年（平成16年） | 1,658  | 1,325    |
| 2005年（平成17年） | 1,768  | 1,432    |
| 2006年（平成18年） | 1,915  | 1,688    |
| 2007年（平成19年） | 1,961  | 1,770    |
| 2008年（平成20年） | 1,987  | 1,805    |
| 2009年（平成21年） | 1,943  | 1,705    |
| 2010年（平成22年） | 1,934  | 1,695    |
| 2011年（平成23年） | 1,948  | 1,723    |
| 2012年（平成24年） | 2,122  | 1,859    |
| 2013年（平成25年） | 2,339  | 2,027    |
| 2014年（平成26年） | 2,125  | 1,863    |
| 2015年（平成27年） | 2,116  | 1,820    |
| 2016年（平成28年） | 2,112  | 1,850    |
| 2017年（平成29年） | 2,145  | 1,841    |
| 2018年（平成30年） | 2,183  | 1,862    |

## 相鄰車站
東海旅客鐵道（JR東海）
 關西本線
■快速、■區間快速、■普通
南四日市（CJ12）－河原田（CJ13）－河曲（CJ14）
伊勢鐵道
■伊勢線
■快速「三重」
通過
■普通
（南四日市－）河原田（3）－鈴鹿（4）

### 來源
1. 1 2  駅掲示用時刻表の案内表記。これらはJR東海公式サイトの各駅の時刻表 （页面存档备份，存于）で参照可能（2015年1月現在）。
2. ↑  祖田圭介、「特集 短絡線ミステリー2」　『鉄道ファン』、第39巻6号 通巻第458号 1999年6月号、交友社、33頁

## 外部連結
- 伊勢鐵道 河原田站 （页面存档备份，存于）